# Pelobatoidea
Pelobatoidea es una superfamilia de anuros. Se caracterizan por combinar un cuerpo de aspecto similar a los sapos con una cabeza parecida a las ranas. Filogenéticamente se encuentran entre los anuros más antiguos (Archaeobatrachia) y los anuros más avanzados (Neobatrachia). Basado en esta peculiaridad muchas veces se consideran parte del suborden Mesobatrachia aunque la validez de este taxon está en discusión.
Pelobatoidea contiene más de 140 especies en 12 géneros y 4 familias. Distribuidas en las zonas templadas del hemiferio norte.
Características generales de este grupo son la pupila vertical con luz diurnal, la lengua gruesa, circular y casi completamente adherida al suelo de la boca y el amplexo inguinal, es decir,
el macho abraza a la hembra por la zona lumbar inmediatamente anterior a las patas traseras. 

## Taxonomía
- Familia Megophryidae Bonaparte, 1850 - Asia
- Familia Pelobatidae Bonaparte, 1850 - Eurasia
- Familia Pelodytidae Bonaparte, 1850 - Eurasia
- Familia Scaphiopodidae Cope, 1865 - América